# Jerichow
Jerichow − miasto w Niemczech, w kraju związkowym Saksonia-Anhalt, w powiecie Jerichower Land.
6 sierpnia 2002 do miasta przyłączono gminę Mangelsdorf. 1 stycznia 2010 rozwiązano wspólnotę administracyjną Elbe-Stremme-Fiener i jedenaście pozostałych gmin (Brettin, Demsin, Kade, Karow, Klitsche, Nielebock, Redekin, Roßdorf, Schlagenthin, Wulkow i Zabakuck) wcielono w granice administracyjne miasta.

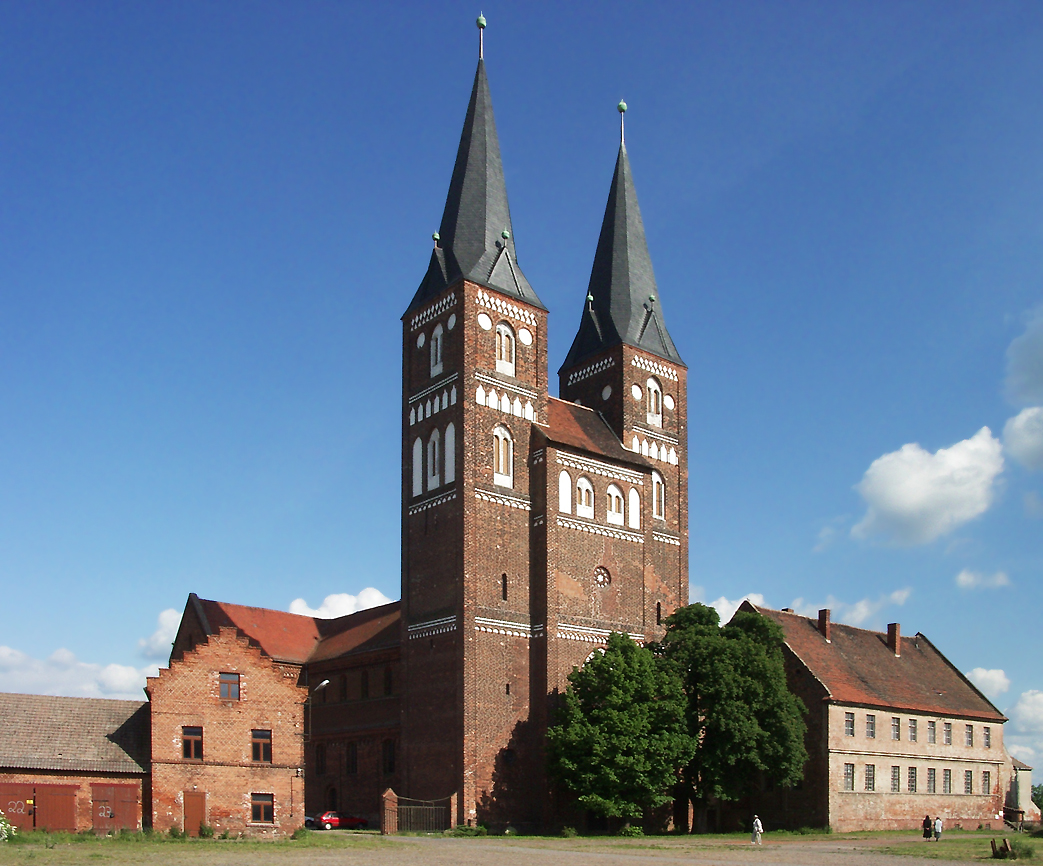
Klasztor